# Argyrodes lepidus
Argyrodes lepidus es una especie de arácnido del orden de la arañas (Araneae) y de la familia Theridiidae. Vive en Nueva Zelanda.
La hembra adulta llega a medir alrededor de 3,39 mm. Tiene el cefalotórax ovalado, de color marrón -rojizo oscuro, la superficie es finamente rugosa, con escasos pelos gruesos. La zona ocular es un poco prominente en su parte anterior. Los ojos se colocan en dos filas transversales curvadas e iguales, formando una larga figura oval estrecha. L os del par anterior-central son las más grandes, y están sentados en una prominencia tuberculosa, siendo también muy contiguos entre sí; las de cada par lateral están sentados en un tubérculo fuerte.
Sus patas son muy delgadas,  su longitud relativa 1, 2, 4, 3, los del primer par muy largo, del segundo par bastante más corto; las de los pares tercero y cuarto mucho más cortos, estas tienen finos pelos. Los 2 primeros pares son de color amarillo rojizo-marrón y los pares restantes amarillo pálido opaco, con anillos de color marrón oscuro.
Los palpos son delgados, de color blanco-amarillento pálido. Los maxilares son de forma normal, y de un color marrón oscuro, el labio es algo más oscuro.
El abdomen, visto desde arriba, tiene forma ovalada, frente amplia, y obtuso detrás: de perfil es triangular. la cara dorsal es negra, con una raya central longitudinal de color blanco amarillento. Los laterales son de color rojizo, marcado oscuramente con varias rayas pálidas oblicuas. 